# L'Attrape-rêves (film)
Pour plus de détails, voir Fiche technique et Distribution.
L'Attrape-rêves (Aloft) est un film dramatique canado-franco-espagnol réalisé par Claudia Llosa, sorti en 2014.

## Synopsis
Après avoir été abandonné par sa mère, un homme part à la recherche de celle-ci avec l'aide d'une journaliste.

## Fiche technique
- Titre original : Aloft
- Titre français : L'Attrape-rêves
- Réalisation et scénario : Claudia Llosa
- Photographie : Nicolas Bolduc
- Musique : Michael Brook
- Pays d'origine :  Canada /  France /  Espagne
- Langue originale : anglais
- Format : couleur
- Genre : drame
- Durée : 93 minutes
- Date de sortie :
  - États-Unis : 2014
  - France : 26 octobre 2016

## Distribution
| |  |  |
| Les actrices principales Jennifer Connelly et Mélanie Laurent à la première du film à la Berlinale 2014. |  |  |

- Jennifer Connelly : Nana Kunning
- Mélanie Laurent : Jannia Ressmore
- Cillian Murphy : Ivan
- William Shimell : Newman

## Distinctions
Nominations et sélections
- Berlinale 2014 : sélection officielle